# Роб Стюарт
Роб Стюарт (англ. Rob Stewart; нар. 23 липня 1961, Торонто) — канадський актор. Найбільш відомий своїми ролями в серіалах «Тропічна спека» (1991—1993) та «Нікіта» (2010—2013).

## Ранні роки
Виріс в одному з районів Бремптона (передмістя Торонто). В дитинстві полюбляв грати в хокей і мріяв стати професійним гравцем. Але через отриману в 17 років травму він позбувся нирки, і йому довелося відмовитись від запропонованої стипендії в царині спорту.
Роб вступив до Університету Ватерлоо, де спеціалізувався на англійській та латинській мовах. Щоби заробити грошей на навчання, йому прийшлось співати під гітару в місцевих ресторанчиках. А в літній час року він виконував каскадерські трюки і акробатичні номери в парку розваг Canada's Wonderland.

## Особисте життя
Стюарт познайомився зі своєю майбутньою дружиною Селією в Мексиці на зйомках першого сезону серіалу «Тропічна спека». З 2001 року вони мешкають в Канаді. У пари є син.
Зріст актора 1,83 метра.

## Кар'єра
Протягом своєї кар'єри виконував другорядні ролі в багатьох серіалах. Окрім цього, зіграв в одній з головних ролей в серіале Пітера Бенчлі «Амазонія».
У 2007 році зіграв провідну чоловічу роль в серіалі «Та, що перемогла біль».
Окрім актерської діяльності, Стюарт є продюсером і сценаристом.

## Вибрана фільмографія
| Рік       | Фільм / Серіал                                | Назва на мові оригіналу   | Роль                   |
| --------- | --------------------------------------------- | ------------------------- | ---------------------- |
| 1985-1989 | Альфред Хічкок представляє (телесеріал, 1985) | Alfred Hitchcock Presents | Bradley                |
| 1991-1993 | Тропічна спека (телесеріал)                   | Sweating Bullets          | Nick Slaughter         |
| 1992-1998 | Горянин (телесеріал)                          | Highlander                | Axel                   |
| 1996-2001 | Детектив Неш Бріджес                          | Nash Bridges              | Dr. Kent McCall        |
| 1997      | Різдвяні подарунки                            | The Christmas List        | Девід Скайлер          |
| 2009-2011 | Бути Ерікою (серіал)                          | Being Erica               | Norm                   |
| 2010      | Справа Дойлів (серіал)                        | Republic of Doyle         | Victor Beerman / Turk  |
| 2010      | Зов крові (телесеріал)                        | Lost Girl                 | Lyle Harrison          |
| 2010-2012 | Нікіта                                        | Nikita                    | Рон                    |
| 2011      | Військовий госпіталь (телесеріал)             | Combat Hospital           | Major Kenneth Winacott |
| 2012      | Зухвалий Лос-Анджелес                         | The L.A. Complex          | Gary                   |
| 2012-2013 | Красуня і чудовисько (телесеріал, 2012)       | Beauty and the Beast      | Mr. Chandler           |
| 2015      | Кіллджойс                                     | Killjoys                  | Khlyen                 |